# Oluf van Steenwinckel
Oluf van Steenwinckel, död 18 juli 1659 i Helsingör, var en dansk byggmästare, ingenjör och målare.
Han var troligen son till Hans van Steenwinckel och Trine Hüber. Tillsammans med Morten van Steenwinckel och som dennes efterträdare arbetade han som byggmästare 1643–1648 vid prins Christians Nykøbings slott. Han var huvudsakligen verksam som ingenjör och utförde befästningsarbeten i Malmö efter Peter Buyssers skisser. Under Karl X Gustavs krig organiserade han ammunitionstransporter från Kristianstad och var senare verksam på Kronborg där han efter fästningens fall tvingades arbeta för svenskarna. Han deltog i planerna om slottets återerövring men blev avslöjad och avrättad 1659. På Frederiksborgs museum finns en akvarell med ett kvinna som håller i ett inramat mansporträtt som man tillskriver Steenwinckel.    